# بیندورف (زاکسونی)-آنهالت
بیندورف (زاکسونی)-آنهالت (به آلمانی: Biendorf) یک منطقهٔ مسکونی در آلمان است که در برنبورگ واقع شده‌است. بیندورف ۸۲۰ نفر جمعیت دارد.